# Leoš Janáček Museum (Hukvaldy)
Het Leoš Janáček Museum is een museum in Hukvaldy. Het is gewijd aan het werk en leven van de componist Leoš Janáček.

## Collectie
De expositie gaat in op de relatie tussen zijn geboorteplaats en het werk dat hij als componist afleverde. Daarnaast is zijn muziek te beluisteren. Het interieur oogt alsof hij het huis even voor een wandeling heeft verlaten.

## Geschiedenis
Het huis werd gebouwd in 1790. De broer van Leoš Janáček kocht het en Leoš bracht hier de laatste tijd van zijn leven door. Kort voor zijn dood kreeg hij griepverschijnselen en hij overleed vervolgens in een sanatorium in Ostrava. Zijn dood gebeurde onverwacht, terwijl hij correcties uitvoerde op zijn laatste compositie, de opera Uit een dodenhuis.
Het huis werd in 1933 opengesteld voor publiek. Sinds 1997 is het museum in handen van de  Leoš Janáček Foundation die het rond de eeuwwisseling renoveerde en in juli 2000 heropende.
Hukvaldy was tevens zijn geboorteplaats. Het huis waar hij werd geboren was een schoolgebouw. Dit bestaat niet meer omdat het in 1877 werd vervangen door nieuwbouw. Een buste en een plaquette herinneren daar aan zijn geboorte.